# Marcel Fischer
Marcel Fischer (ur. 14 sierpnia 1978 w Biel/Bienne) – szwajcarski szermierz, specjalista szpady, mistrz olimpijski.
Podczas igrzysk olimpijskich w Sydney w 2000 roku zajął czwartą pozycję w rywalizacji indywidualnej, przegrywając walkę o brązowy medal z Lee Sang-ki z Korei Południowej 14:15. Brał też udział w igrzyskach olimpijskich w Atenach w 2004 roku, gdzie wywalczył indywidualnie złoty medal, pokonując w finale Chińczyka Wang Leia 15:9.
Nie zdobył medalu na mistrzostwach świata. Zdobył za to złoty medal w zawodach drużynowych na mistrzostwach Europy w Kopenhadze w 2004 roku.